# Barry Stevens
Barry Wayne Stevens (Flint, Michigan; 17 de enero de 1963 - Gary, Indiana; 21 de febrero de 2007)  fue un jugador y entrenador de baloncesto estadounidense que disputó una temporada en la NBA, desarrollando la mayor parte de su carrera en Europa, Sudamérica y Filipinas. Con 1,96 metros de estatura, jugaba en la posición de escolta.

## Trayectoria deportiva

### Universidad
Jugó durante cuatro temporadas con los Cyclones de la Universidad Estatal de Iowa, en las que promedió 18,7 puntos y 4,6 rebotes por partido. Acabó su carrera con 2.190 puntos, el segundo mejor anotador de la historia de Iowa State, sólo superado por Jeff Grayer, llevando a su equipo en 1985 al Torneo de la NCAA por vez primera desde 1944. En sus dos últimas temporadas fue incluido en el mejor quinteto de la Big Eight Conference.

### Profesional
Fue elegido en la cuadragésimo tercera posición del Draft de la NBA de 1985 por Denver Nuggets, pero fue despedido antes del comienzo de la temporada. Profesional durante diez años, desarrolló la mayor parte de la misma en la CBA, donde llegó a disputar el All-Star Game y fue el mejor en tiros de 3 puntos en 1990, Europa, Sudamérica y Filipinas.
En (1993) firmó un contrato por diez días con los Golden State Warriors, pero únicamente disputó dos partidos en los que consiguió 2 puntos y 2 rebotes.
Tras retirarse, entrenó en la CBA, donde fue nombrado Entrenador del Mes en 2002. Falleció de un ataque al corazón tras jugar un partido de baloncesto entre amigos en un gimnasio en la localidad de Gary, Indiana, donde residía.

## Estadísticas de su carrera en la NBA

### Temporada regular
| Temporada | Edad | Equipo                | Liga | P | TIT | MIN | TC  | TCA | %TC  | 3P  | 3PA | %3P | TL  | TLA | %TL | R.OF. | R.DEF. | REB | ASIS | ROB | TAP | PER | FP  | PTS |
| 1992-93   | 30   | Golden State Warriors | NBA  | 2 | 0   | 3.0 | 0.5 | 1.0 | .500 | 0.0 | 0.0 |     | 0.0 | 0.0 |     | 1.0   | 0.0    | 1.0 | 0.0  | 0.0 | 0.0 | 0.0 | 0.5 | 1.0 |
| Total     |      |                       | NBA  | 2 | 0   | 3.0 | 0.5 | 1.0 | .500 | 0.0 | 0.0 |     | 0.0 | 0.0 |     | 1.0   | 0.0    | 1.0 | 0.0  | 0.0 | 0.0 | 0.0 | 0.5 | 1.0 |